# Resolución 777 del Consejo de Seguridad de las Naciones Unidas
La resolución 777 del Consejo de Seguridad de las Naciones Unidas fue adoptada el 19 de septiembre de 1992. Reafirmando la resolución 713 (1991) y varias resoluciones posteriores sobre el asunto, el Consejo de Seguridad consideró que la nación conocida como República Federativa Socialista de Yugoslavia dejó de existir, notando que bajo la resolución 757 (1992) el reclamo de la República Federal de Yugoslavia para "heredar" la representación yugoslava en la ONU no era ampliamente aceptado. Por lo tanto, se determinó que la membresía yugoslava no podría continuar y que la República Federal de Yugoslavia dejara de participar en la Asamblea General y solicitara la membresía en las Naciones Unidas.
El borrador original de la resolución, propuesto por Bélgica, Francia, Marruecos, Reino Unido y Estados Unidos, especificaba que la membresía yugoslava en las Naciones Unidas debía extinguirse. Sin embargo, esa parte fue modificada para así obtener el apoyo de Rusia. Rusia y China estuvieron en contra de la idea de excluir a Yugoslavia de las Naciones Unidas, diciendo que su trabajo en otros órganos de la ONU no debería verse afectado. India y Zimbabue (aliados tradicionales de Yugoslavia por intermedio del Movimiento de los No Alineados) dijeron que la resolución violaba los artículos 5 y 6 de la Carta de las Naciones Unidas.
La resolución fue aprobada por 12 votos a favor, ninguno en contra y 3 abstenciones: China, India y Zimbabue.
El 22 de septiembre de 1992, la Asamblea General respaldó la resolución al aprobar la resolución 47/1, en cuyo texto fue retirado el texto que consideraba que la República Federativa Socialista de Yugoslavia había dejado de existir. Entre 1992 y 2000, la Secretaría General de la ONU permitió que la misión yugoslava en la ONU siguiera operando y acreditando representantes de la República Federal de Yugoslavia, continuando su trabajo en varios órganos de las Naciones Unidas. La República Federal de Yugoslavia ingresó a las Naciones Unidas en 2000.